# ئی‌سی‌ام رکوردز
ئی‌سی‌ام (به انگلیسی: ECM) (مخفف عبارت: Edition of Contemporary Music) شرکت آلمانی ناشر موسیقی است که توسط مانفرد آیشر در سال ۱۹۶۹ در شهر گرفلفینگ، حومهٔ مونیخ بنیان نهاده شد. ئی‌سی‌ام بیشتر برای انتشارات مربوط به موسیقی جاز شناخته می‌شود، اگر چه این شرکت تا کنون طیف گسترده‌ای از موسیقی‌ها را منتشر نموده و هنرمندان همکار این شرکت غالباً از مرز میان گونه‌های موسیقی عبور کرده‌اند. برخی از آثار ئی‌سی‌ام گهگاه مورد نقد علاقه‌مندان یا صاحب‌نظران موسیقی جاز قرار گرفته است. در کنار این آثار، مجموعه‌های موسوم به «سری‌های جدید ئی‌سی‌ام» از دههٔ ۱۹۸۰ عرضه می‌شوند، که بیشتر دربردارندهٔ موسیقی کلاسیک، موسیقی معاصر، و موسیقی ملل هستند. شعار ئی‌سی‌ام «زیباترین صدا بعد از سکوت» است که از گزارش مرور آثار ئی‌سی‌ام در مجلهٔ کودا، نشریهٔ کانادایی اختصاصی موسیقی جاز، در سال ۱۹۷۱ گرفته شده است.
پخش تولیدات ئی‌سی‌ام در ایالات متحده با وارنر براز. رکوردز، پلی‌گرم و بی‌ام‌جی بوده و از سال ۱۹۹۹ گروه یونیورسال میوزیک آن را بر عهده گرفته است.
جلد هنری آلبوم‌های ئی‌سی‌ام در دو کتاب آستین‌های خواهش و نور بادآورده توسط ناشران لارس مولر منتشر شده است.

## پیشینه
نخستین آلبوم ئی‌سی‌ام رها در آخر اثر مال والدرون پیانیست آمریکایی در سال ۱۹۶۹ منتشر گردید. در چند سال نخست فعالیت این ناشر موسیقی، آثار هنرمندانی چون کیت جارت، چیک کوریا، پل بلی، اگبرتو گیزمونتی و آرت لنده (پیانو)، یان گاربارک (ساکسوفون)، گری برتون (ویبرافون)، یان کریستنسن و پل موشن (طبل)، پت متنی، جان ابرکرومبی، رالف تاونر، بیل کانرز و تاریا ریپدال (گیتار)، ابرهارد وبر، آریلد اندرسن، چارلی هیدن، و دیو هالند (کنترباس)، و گروه هنر شیکاگو را با برچسب ئی‌سی‌ام منتشر گردید. پس از ایجاد اعتبار و شهرت اولیه به‌واسطهٔ انتشار آثار استاندارد جاز، ئی‌سی‌ام در دههٔ ۱۹۷۰ شروع به نشر ترکیبی از موسیقی‌های معاصر نمود که از جمله نمونه‌های آن می‌توان به آلبوم مینی‌مال موسیقی برای ۱۸ موسیقی‌دان (۱۹۷۸) اثر استیو ریچ اشاره کرد. پس‌زمینهٔ موسیقایی آیشر با پیشینهٔ فعالیت در هر دو گونهٔ جاز و کلاسیک، باعث ایجاد یک چشم‌انداز غیرمعمول و گسترده برای نفوذ و ترکیب گونه‌های مذکور گردید. همچنین پیوند شفافی میان انتشارات ئی‌سی‌ام و موسیقی ملل ایجاد شد که در این زمینه می‌توان به آثار فولکلور یان گاربارک و کارهای استیو تیبتس و استفان میکوس اشاره نمود. از نمونه‌های شاخص دیگر در پیوند با موسیقی ملل می‌توان به آثار گروه جاز آزاد کودونا، عودنواز تونسیایی انور براهم، و هنرمندان دیگری چون ال. شانکار، جان هسل، دیو لیبمن و نانا وسکونسلوس اشاره کرد.

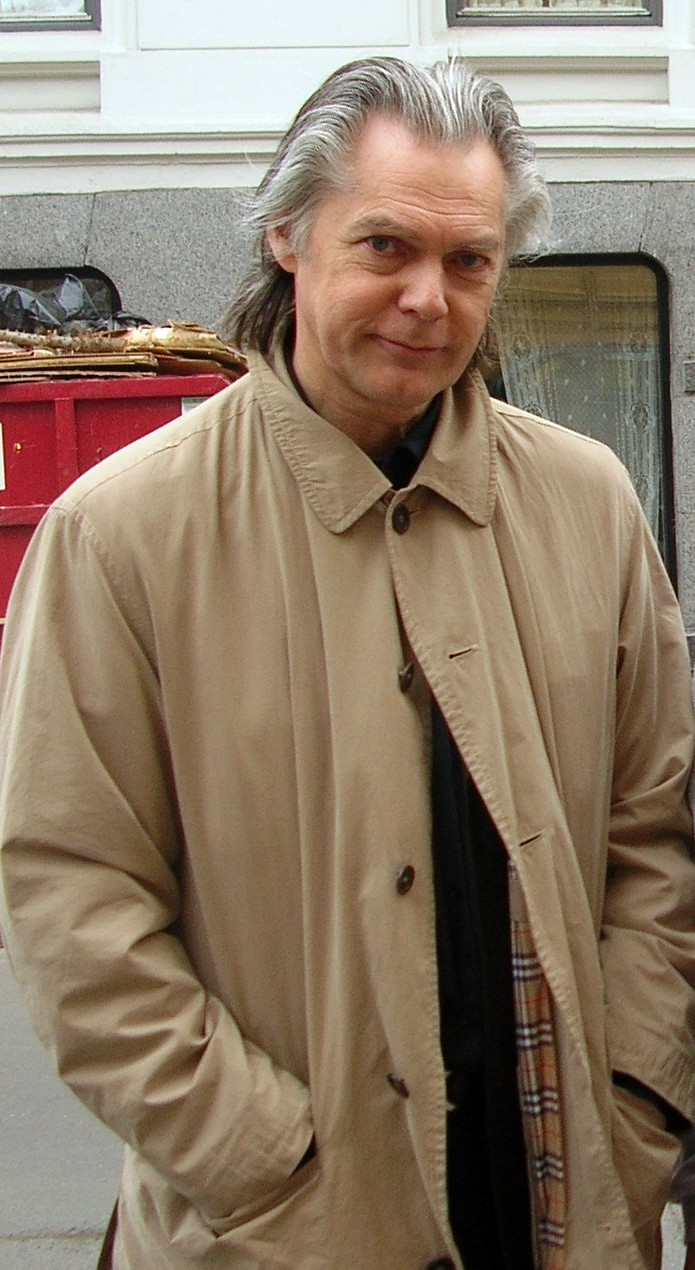
یان گاربارک یکی از چهره‌های شاخص برچسب ئی‌سی‌ام

آثار دورهٔ جدید ئی‌سی‌ام که از سال ۱۹۸۴ آغاز شده‌اند، بیشتر به موسیقی کلاسیک غرب اختصاص دارند. انتشار سری‌های جدید ئی‌سی‌ام با آلبوم لوح سپید اثر آروو پارت آغاز شد و تا کنون طیف گسترده‌ای از موسیقی‌های کلاسیک از دوران پیش از باروک تا امروز را شامل شده است. این کارها شامل آثاری از دوران دور (توماس تالیس، کارلو گزوالدو و پالسترینا) تا آثار معاصر (جان کیج، الیوت کارتر، استیو رایش و چند کار ارکسترال از کیت جارت به عنوان موسیقی‌دان جاز) را در بر می‌گرفت. برخی آثار کلاسیک باخ، موتسارت، و شوستاکوویچ نیز در انتشارات دورهٔ جدید ئی‌سی‌ام به چشم می‌خورد. ئی‌سی‌ام مجموعهٔ کامل موسیقی متن فیلم‌های ژان-لوک گدار در دو مجموعهٔ به نام موج نو و داستان‌های سینما و یک دی‌وی‌دی از فیلم‌های کوتاه این کارگردان، و همچنین موسیقی‌های متن فیلم و تئاتر اثر النی کاریندرو را منتشر نموده است.
بسیاری از آثار منتشرشده ئی‌سی‌ام ترکیبی از گونه‌های جاز و کلاسیک می‌باشند. برای نمونه در آلبوم آفیسیوم (۱۹۹۴) تک‌نوازی ساکسوفون یان گاربارک با ساده‌خوانی کلیسای کاتولیک رومی غربی همراه شده است. کارهای مشترک گاربارک و رالف تاونر نیز اگرچه خمیر مایهٔ جازگرایانه دارند، اما آشکارا تحت تأثیر موسیقی مجلسی قرن بیستم میلادی بوده‌اند. جان پاتر از اعضای پیشین گروه هیلیارد و جان دالند آهنگساز انگلیسی سبک کلاسیک با ساکسوفون‌نواز سبک جاز جان سورمن ضبط‌های مشترکی داشته‌اند. جان سرومن همچنین در آلبوم زندهٔ مَثَل‌ها و ترانه‌ها که در کلیسای جامع سالزبری اجرا گردید، مجموعه‌ای از تنظیمات کر متون عهد عتیق را با همراهی ساکسوفون خود ارائه نمود. در کنار این کارها، آثار دیگری نیز با برچسب ئی‌سی‌ام منتشر شده‌اند که به هیچ‌کدام از گونه‌های اصلی و شناخته‌شدهٔ موسیقی تعلق ندارند. (همچون کارهای مردیت مونک آهنگساز آوانگارد آمریکایی)
در سال‌های ۲۰۰۲ و ۲۰۰۴ ئی‌سی‌ام یک مجموعه سی‌دی با عنوان راروم منتشر نمود. در این مجموعه ۲۰ تن از هنرمندان همکار این شرکت یک لوح فشرده از کارهای خود گردآوری و ارائه کرده بودند. بیشتر ضبط‌های ئی‌سی‌ام تنها در سه روز به انجام می‌رسند. (دو روز برای ضبط و یک روز برای میکس) بسیاری از آلبوم‌ها توسط یان اریک کونگ‌تیائگ به عنوان مهندس صدا (از استودیوهای تالنت و سپس رین‌بو) در اسلو نروژ ضبط شده است. مهندسان دیگر عبارت‌اند از؛ مارتین ویلند (صدابردار و ضبط‌کنندهٔ کنسرت کلن کیت جارت)، جیمز فاربر، استفانو آمریو، و در ضبط‌های کلاسیک؛ پیتر لاینگر.
در سال ۱۹۷۸، استیو لیک نویسندهٔ نشریهٔ موسیقی بریتانیایی ملودی میکر به گروه ئی‌سی‌ام پیوست. او با این‌که اغلب وقت خود را صرف نویسندگی می‌کرد، بیش از ۴۰ ضبط که بیشتر آن‌ها در زمرهٔ موسیقی تجربی جاز بودند را تولید نمود. اوان پارکر، روسکو میچل، هال راسل، جو مانری و مت مانری از جمله هنرمندانی بودند که در این تولیدات حضور داشتند. استیو لیک با همکاری پل گریفیث رمان‌نویس و منتقد موسیقی کتاب افق‌های لمس‌شده: موسیقی ئی‌سی‌ام (۲۰۰۷) را منتشر کرد و در انتشار کتاب‌های آستین‌های خواهش: داستان جلد (۱۹۹۶)، نور بادآورده: زبان بصری ئی‌سی‌ام (۲۰۱۰)، و یک باستان‌شناسی فرهنگی (۲۰۱۲) مشارکت نمود.
در پاییز ۲۰۱۲ نمایشگاهی در بارهٔ آثار ئی‌سی‌ام با عنوان «ئی‌سی‌ام − یک باستان‌شناسی فرهنگی» در موزهٔ هاوس در کونست (خانهٔ هنر) مونیخ گشایش یافت. نگاه این نمایشگاه به سال‌های اولیهٔ فعالیت ئی‌سی‌ام تا میانه‌های دههٔ ۱۹۸۰ (دوره تمرکز عمده روی موسیقی جاز و پیش از آغاز انتشار سری‌های جدید شرکت) معطوف بود. این نمایشگاه توسط اوکوئی ان‌وزور نویسنده، منتقد و نمایشگاه‌گردان نیجریه‌تبار و مارکوس مولر ترتیب داده شده بود. در کنار این نمایشگاه تعدادی از هنرمندان همکار ئی‌سی‌ام از جمله فرانسوا کوتوریه، انریکو راوا، مردیت مونک، آندراش شیف، اوان پارکر، گیدون کرمر و توماش استانکو کنسرت‌های برگزار نمودند. همچنین مانفرد آیشر یک مجموعه فیلم دربردارندهٔ ۱۱ فیلم منتخب از فیلم‌سازان مرتبط با برچسب ئی‌سی‌ام را به نمایش گذاشت. آثار فیلم‌سازانی که ارتباط تنگاتنگی با برچسب داشتند (همچون تئو آنگلوپولوس و ژان-لوک گدار)، فیلم‌سازانی که الهام‌بخش برچسب ئی‌سی‌ام بوده‌اند (همچون اینگمار برگمان و آندری تارکوفسکی)، و دیگرانی که از موسیقی‌های برچسب استفاده کرده بودند، در این مجموعه به چشم می‌خورد.

## ئی‌سی‌ام و سینما

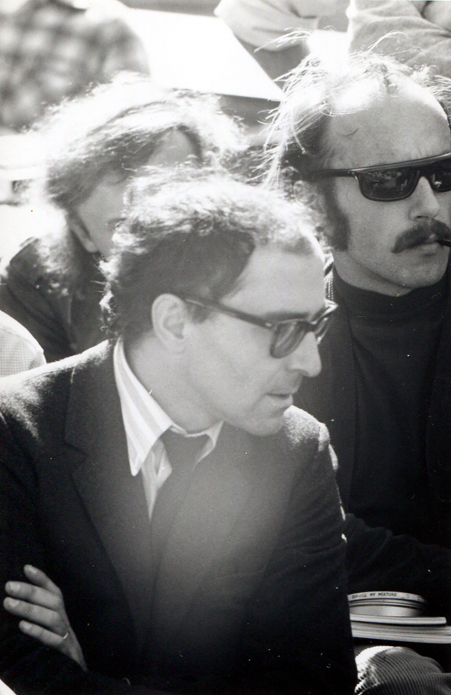
ژان-لوک گدار کارگردان موج نوی فرانسه

ئی‌سی‌ام رابطهٔ نزدیکی با دنیای سینما و کارگردانان داشته است. مانفرد آیشر بنیان‌گذار ئی‌سی‌ام از علاقه‌مندان سینما است و خود در سال ۱۹۹۰ اقتباسی از داستان «انسان در هولوزن ظاهر می‌شود» اثر ماکس فریش را به کمک هاینس باتلر کارگردانی نمود. در میان آثار منتشرشده توسط ئی‌سی‌ام تعدادی موسیقی متن نیز دیده می‌شود که موسیقی فیلم‌های بازگشت (۲۰۰۳) به کارگردانی آندری زویاگینتسف، موج نو و داستان‌های سینما به کارگردانی ژان-لوک گدار از آن جمله‌اند. در چند آلبوم منتشرشده توسط ئی‌سی‌ام از عکس فیلم‌های گدار به عنوان جلد آلبوم استفاده شده است. آلبوم موریمور از کریستف پاپن، آلبوم آستوریانا: ترانه‌هایی از اسپانیا و آرژانتین از کیم کاشکاشیان، و آلبوم زنده در بردلند از لی کونیتز/براد ملداو/چارلی هیدن/پل موشن نمونه‌هایی هستند که از تصاویر فیلم‌های گدار در جلد هنری آن‌ها استفاده شده است. این اثربخشی دوجانبه در سمت و سوی موسیقی تعدادی از آثار گدار از جمله فیلم‌های آلمان نه صفر، آوخ بر من، JLG/JLG -نگارهٔ خویش در ماه دسامبر و برای همیشه موتزارت نیز مشخص است. افزون بر این، مانفرد آیشر تهیه‌کنندگی موسیقی چند فیلم تئو آنگلوپولوس (همچون پرورش‌دهنده زنبور عسل، چشم‌اندازی در مه، گام معلق لک‌لک، نگاه خیره اولیس، ابدیت و یک روز و علفزار گریان) که اغلب آن‌ها ساختهٔ النی کاریندرو بوده‌اند را بر عهده داشته است. موسیقی متن تعدادی از این فیلم‌ها به همراه چند موسیقی صحنه اثر کاریندرو توسط ئی‌سی‌ام منتشر شده‌اند. برونو گانتس بازیگر سوئیسی دو آلبوم دکلمهٔ شعر با برچسب ئی‌سی‌ام منتشر کرده است. یکی در سال ۱۹۸۴ با اشعاری از فریدریش هولدرلین و دیگری در سال ۱۹۹۹ با اشعاری از تی. اس. الیوت و گیورگوس سفریس. آلبوم اسکاردانلی موسیقی فیلمی به همین نام بود که با شعر و موسیقی هارالد برگمان به آخرین سال‌های زندگی فریدریش هولدرلین می‌پرداخت.
در کنار این همکاری‌ها، بسیاری از پروژه‌ها و آلبوم‌های ئی‌سی‌ام با الهام از آثار سینمایی ساخته شده، یا از سوی هنرمندان ئی‌سی‌ام به چهره‌های سینمایی تقدیم شده است. برای نمونه، آلبوم به: پازولینی (۲۰۰۷) اثر استفانو باتالیا پیانیست ایتالیایی ادای احترامی به پیر پائولو پازولینی کارگردان بزرگ سینما بود. جلد هنری این آلبوم نیز تصویری از فیلم انجیل به روایت متی این کارگردان بود. توماش استانکو نوازندهٔ لهستانی ترومپت جاز در سال ۱۹۹۴ آلبوم مادر یوآنا را با الهام از فیلم مادر یوآن فرشته‌ها (۱۹۶۱) اثر یرژی کاوالرویچ کارگردان هم‌وطن‌اش تولید نمود. استانکو سه سال بعد نیز آلبوم نیایش: موسیقی کریستف کومدا را به افتخار کریستف کومدا، پیانیست جاز و سازندهٔ موسیقی چند فیلم رومن پولانسکی، منتشر کرد. در سال ۲۰۰۰ لوئیس اسکلاویس نوازندهٔ کلارینت جاز، موسیقی در شب را برای فیلم کلاسیک و صامت به همین نام (ساختهٔ شارل وانل کارگردان فرانسوی در ۱۹۳۰) آهنگسازی نمود. فرانسوا کوتوریه پیانیست فرانسوی نیز دو اثر خود را به آندری تارکوفسکی کارگردان روسی تقدیم کرده است. این آثار شامل قطعاتی از آلبوم تک‌نوازی‌های او در سال ۲۰۱۰ یک روز سفید و همچنین آلبوم‌های نوستالگیا: ترانه‌ای برای تارکوفسکی (۲۰۰۶) و کوارتت تارکوفسکی (۲۰۱۱) می‌شد که در دو آلبوم آخر عکس‌ها و نماهایی از فیلم‌های تارکوفسکی در دفترچهٔ همراه آلبوم گنجانده شده بود. نمونه‌های دیگر از آثار اختصاص‌داده‌شده به تارکوفسکی عبارت‌اند از: قطعهٔ هشت سرود به یاد آندری تارکوفسکی اثر استیون کوواکس تیکمایر آهنگساز و پیانیست مجارتبار که در آلبوم سرودها و نیایش‌ها (۲۰۱۰) اجرای گیدون کرمر نیز عرضه گردید، و همچنین قطعهٔ سوم تک‌نوازی یان گاربارک در آلبوم همهٔ آن‌هایی که با بال به دنیا آمدند (۱۹۸۶). در بهار ۲۰۱۳ ئی‌سی‌ام آلبوم شب اثر کتیل بیورنشتاد پیانیست نروژی را که الهام‌گرفته از میکل‌آنجلو آنتونیونی کارگردان ایتالیایی بود، منتشر کرد. عنوان و جلد هنری این آلبوم برگرفته از فیلم شب (۱۹۶۱) ساختهٔ آنتونیونی بود. در همین سال آلبوم دیگری از جان ابرکرومبی گیتاریست آمریکایی با بر چسب ئی‌سی‌ام منتشر شد که چهار قطعهٔ آن به نام فیلم‌های آلفرد هیچکاک نام‌گذاری شده بود. نام آلبوم نیز از نام یکی از این فیلم‌ها (۳۹ پله) گرفته شده بود.
از نمونه‌های دیگر ارتباط آثار ئی‌سی‌ام و سینما می‌توان به آلبوم نموسینه (۱۹۹۸) کار مشترک یان گاربارک و گروه هیلیارد اشاره کرد که در طراحی دفترچهٔ همراه این آلبوم از تصاویر فیلم مهر هفتم اثر اینگمار برگمان استفاده شده بود.
در سال ۲۰۱۰ فیلمی مستند به نام صداها و سکوت به کارگردانی نوربرت ویدمر و پیتر گویر ساخته شد که کار روزانهٔ مانفرد آیشر را با هنرمندانی چون آروو پارت، نیک بارچ، انور براهم، دینو سالوتزی، آنیا لخنر، یان گاربارک، کیم کاشکاشیان و … به تصویر می‌کشید. موسیقی متن این فیلم با قطعاتی از جلسات ضبط هنرمندان که در مستند نمایش داده می‌شد، در آلبوم مویقی فیلم صداها و سکوت منتشر گردید.
ئی‌سی‌ام همچنین ویدئو کنسرت‌هایی از النی کاریندرو، مارک سینان، کیت جارت (انفرادی یا همراه با گروه سه‌نفرهٔ استانداردش) منتشر نموده است.